# Mark Parsons
Mark Parsons (Cranleigh, 8 augustus 1986) is een Engels voetbaltrainer die ook de Amerikaanse nationaliteit bezit. Van september 2021 tot begin augustus 2022 was hij, als opvolger van  Sarina Wiegman, bondscoach van het Nederlands vrouwenvoetbalelftal. Het bondscoachschap combineerde hij tot eind november 2021 met het trainerschap van de Amerikaanse vrouwenvoetbalclub Portland Thorns.

## Trainerscarrière
Parsons begon in 2004 bij het reserveteam van de vrouwentak van Chelsea, Chelsea LFC. Hij leidde het team naar drie kampioenschappen. In 2010 vertrok Parsons bij het team. In 2012 was hij kortstondig trainer bij de vrouwen van DC United. In 2013 werd hij als hoofdtrainer aangesteld bij de Washington Spirits, in eerste instantie voor het reserveteam, maar al snel was hij coach van het eerste team. Dit bleef hij tot 2015, toen hij vertrok naar Portland Thorns; dat team kwam uit in de NWSL, de hoogste Amerikaanse vrouwencompetitie. Op 20 mei 2021 werd bekend dat Parsons Sarina Wiegman na de uitgestelde Olympische Spelen van 2020 zou opvolgen als bondscoach van de Nederlandse vrouwen. Wiegman vertrok naar het Engels vrouwenelftal. Parsons nam Jessica Torny mee als assistent.

### Oranjeleeuwinnen
De beginperiode als bondscoach van de Oranjeleeuwinnen betekende voor Parsons een dubbelfunctie, omdat hij het eerste half jaar ook nog trainer was van de Portland Thorns, die in de Amerikaanse NWSL spelen. Het gaf Parsons een extra druk schema, waar de corona-perikelen nog bij kwamen. In deze periode behaalde Parsons de Amerikaanse Pro License, en startte  hij met de UEFA Pro-opleiding. Als onderdeel van deze opleiding zal hij stage lopen, vermoedelijk bij een mannenelftal.
Op 10 augustus 2022 maakte de KNVB bekend dat Parsons en de bond uit elkaar gingen. Na evaluatie van het EK van 2022, waarop Nederland in de kwartfinale werd uitgeschakeld, bleek dat er "te weinig vertrouwen bestaat dat onder de huidige leiding de ambities worden waargemaakt". Op 21 november 2022 trad Parsons terug in dienst van het Amerikaanse Washington Spirit.

## Erelijst
Portland Thorns
- NWSL Championship: 2017
- NWSL Shield: 2016
- NWSL Challenge Cup: 2021
- NWSL Community Shield: 2020

Individueel
- NWSL Coach of the Year: 2016

## Privé
Parsons woont in Beaverton (Oregon), is getrouwd en heeft een dochter.